# Paul-Grüninger-Stadion
Het Paul-Grüninger-Stadion is een voetbalstadion in het Zwitserse Sankt Gallen. Het stadion is vernoemd naar de Zwitserse politieagent en profvoetballer Paul Grüninger die in de Tweede Wereldoorlog duizenden joden heeft gered. In het stadion speelt voetbalclub Brühl St. Gallen zijn thuiswedstrijden en het heeft een capaciteit van 4.200. 
In 2005 en 2006 is er tijdens een verbouwing een tribune bij gekomen die plaats biedt aan 900 personen. De rest van de capaciteit (3.300) zijn staanplaatsen. Voor de verbouwing heette het stadion nog Stadion Krontal.